# Estínfalo (Arcadia)
Estínfalo (en griego: Στύμφαλος) era una ciudad en el nordeste de la antigua región de Arcadia, en Grecia.

## Ubicación
El territorio de Estínfalo es una llanura, de aproximadamente 10 km de longitud, limitado por Acaya en el norte, Sición y Fliunte en el este, el territorio de Mantinea en el sur, y el de Orcómeno y Feneo en el oeste. Esta llanura está cerrada por todos los lados por montañas. En el norte se eleva el monte Cilene, desde donde se proyecta un espolón conocido como monte Estínfalo (Στυμφαλος ὄρος), que desciende a la llanura.

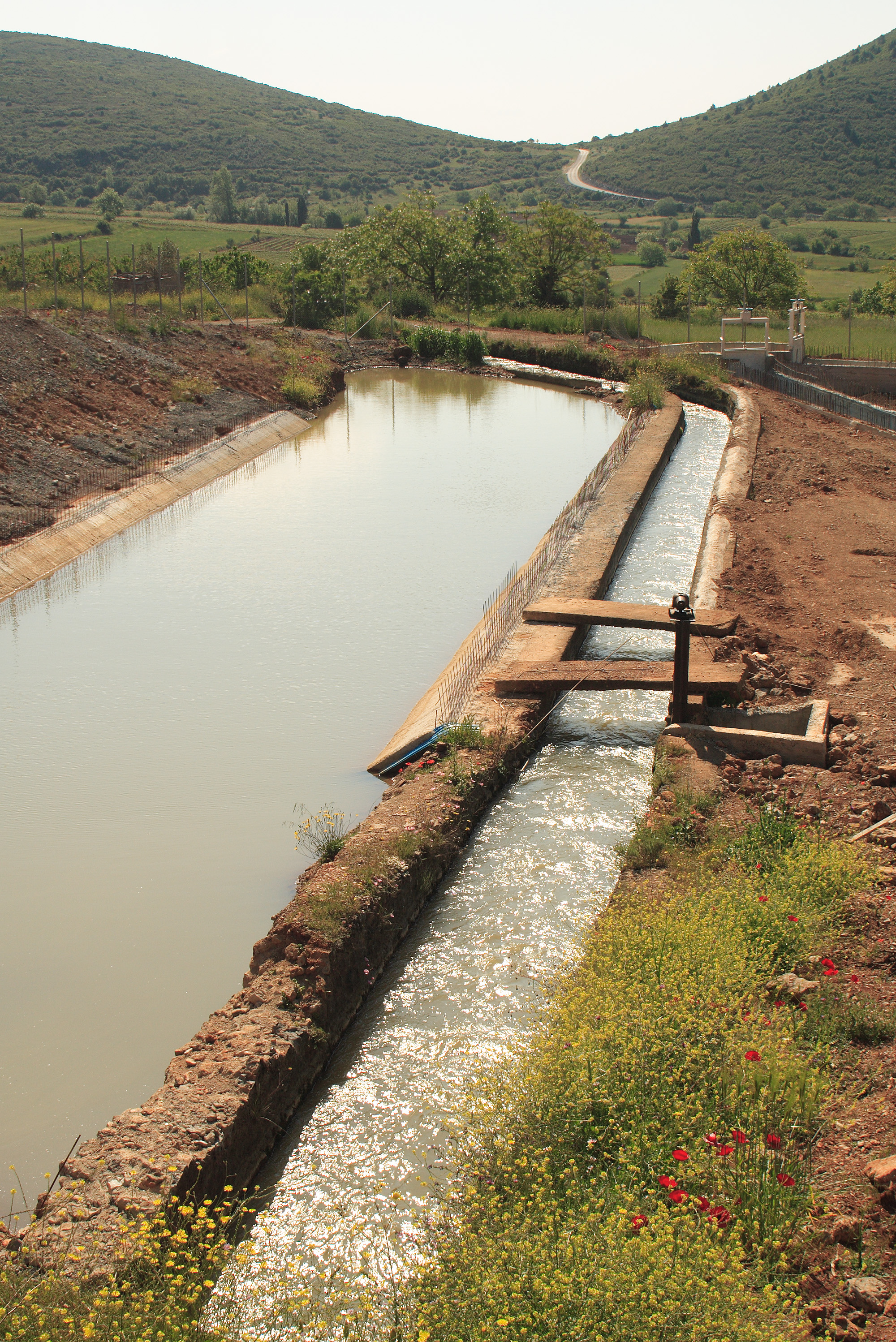
Vista del acueducto de Adriano.

La montaña en el confín meridional de la llanura, opuesto a Cilene, era conocida como Apelaurum (τὸ Ἀπέλαυρον), y a sus pies se encuentra la salida subterránea del lago Estínfalo. Este lago está formado en parte por el agua de lluvia que desciende de Cilene y Apelaurum, y en parte por tres corrientes que fluyen hacia él desde diferentes partes de la llanura. Desde el oeste desciende un pequeño arroyo, que se eleva en el monte Geronteium en el barrio de Kastanía; y del este viene otra corriente, que se eleva cerca de Dusa. Pero la más importante de las tres corrientes es la que se eleva en el lado norte de la llanura, desde una copiosa salida subterránea; esta corriente fue llamada Estínfalo por los antiguos; fue considerada por ellos como la fuente principal del lago, y se creía universalmente que reaparecía, después de un curso subterráneo de 200 estadios, tal como el río Erasinus en la Argólide.
Los habitantes de Estínfalo adoraban a Erasinus y Metope (Μετώπη), aunque se ha concluido que Metope es solo otro nombre del río Estínfalo. Metope es también mencionada por Calímaco, con el epíteto πολύστειος ('pedregoso'). El agua, el cual formó la fuente del Estínfalo, fue conducida a Corinto por el emperador Adriano mediante un acueducto, del cual aún pueden localizarse restos considerables. Pausanias reportó que el lago se secaba en verano; aun así, dado que no hay efluentes para las aguas del lago excepto la salida subterránea, una obstrucción de este canal por piedras, arena, o cualquier otro material ocasionaba inundaciones. En el tiempo de Pausanias (siglo II) allí ocurrió una inundación que fue adscrita a la rabia de Artemisa. Se decía que el agua habría cubierto la llanura en una extensión de 400 estadios; aunque este número podría estar corrupto por la traducción y haber sido cuarenta (τεσσαράκοντα) en vez de cuatrocientos (τετρακοσίους). Estrabón relata que Ifícrates, asediando Estínfalo sin éxito, intentó obstruir el efluente, pero fue desviado de su propósito por una señal de cielo.

## Historia

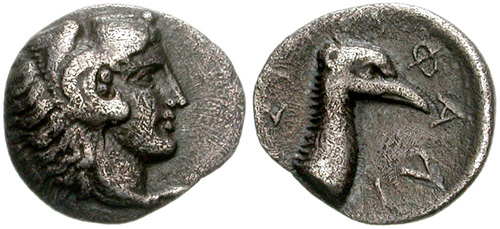
Óbolo de plata de Estínfalo describiendo a Heracles en el anverso y un ave del Estínfalo junto a la inscripción ΣΤΥΜΦΑΛΙΑ en el revés.

La ciudad derivó su nombre de Estínfalos, hijo de Élato y nieto de Arcas; pero la ciudad antigua, en la que habitó Témeno, hijo de Pelasgo, había desaparecido por completo en tiempos de Pausanias, y todo lo que él pudo aprender al respecto fue que Hera era anteriormente venerada allí en tres santuarios diferentes: como virgen, como esposa, y como viuda. La moderna ciudad de Stimfalía se sitúa en el borde sur del lago, cerca de 2.5 km del efluente, y sobre un promontorio pedregoso conectado con las montañas detrás. Estínfalo es mencionada por Homero en el Catálogo de Naves en la Iliada, y también por Píndaro, quien la denomina la madre de Arcadia. Su nombre no aparece con frecuencia en los historiadores antiguos, y debe su principal importancia a estar situada en una de las rutas más frecuentadas que conducen hacia el oeste desde Argólide y Corinto. Fue tomada por Apolónides de Argos, un general de Casandro de Macedonia, y posteriormente perteneció a la Liga Aquea.
En el tiempo de Pausanias, Estínfalo se incluía dentro de Argólide. El único edificio de la ciudad mencionado por Pausanias, era un templo de Artemisa Estinfalía, bajo el techo del cual había figuras de las aves del Estínfalo; mientras detrás del templo había estatuas de mármol blanco, representando mujeres jóvenes con piernas y muslos de aves. Pausanias dice que estas aves, tan celebradas en la mitología, cuya destrucción fue uno de los trabajos de Heracles, eran tan grandes como grullas, pero asemejadas al ibis, solo que con picos más fuertes y no torcidos como los de estos.

## Arqueología
Su sitio está localizado cerca de la actual Stymfalía. Anastasios Orlandos excavó partes del sitio para la Sociedad Arqueológica de Atenas entre 1924 y 1930. Desde 1982, ha habido excavaciones de sitio en la orilla norte del lago Estínfalo, dirigidas por Hector Williams para la Universidad de Columbia Británica. Excavaciones y registros arqueológicos han revelado una ciudad refundada en el siglo IV a. C. La ciudad posterior se presentó en un plano de damero, con caminos de seis metros de ancho que corrían de norte a sur cada treinta metros, que cruzaban las principales avenidas de este a oeste a intervalos de más de cien metros. También se han identificado casas, como un teatro, una palestra, una casa fuente, varios templos y el santuario, donde hay una inscripción que conserva las letras POLIAD ("de Atenea Polias") encontrada por Orlandos en 1925, actualmente perdida, parece indicar a Atenea Polias como la divinidad adorada, aunque no se ha encontrado ninguna confirmación de esto. Un grafito en un fragmento del sitio se refiere a la diosa del parto, Ilitía. Grandes cantidades de joyas (principalmente cobre o bronce) sugieren un santuario frecuentado por mujeres; la estatua parcialmente conservada de un niño apoya la interpretación kourotrófica del culto. En un anexo del templo, varias docenas de telares sugieren la presencia de Atenea en un taller de tejido. El santuario fue destruido, probablemente por los romanos en 146 a. C., pero más tarde parece haber sido revisado a juzgar por las lámparas de cerámica encontradas desde principios hasta mediados de la época romana.